# Корчик (притока Жарихи)
Корчик (колишні назви Хотічин, Chotyczyn (пол.), Чоломин, Chołomin (пол.)) — річка в Україні, яка протікає на півночі Шепетівського району Хмельницької області. Права притока Жарихи (басейн Прип'яті).

## Опис
Довжина 20 км, похил річки — 1,5 м/км. Площа басейну 92,1 км².

## Розташування
Бере початок на півночі від села Потереба. Тече переважно на північний схід у межах сіл Головлі, Нижні Головлі, Хоросток. На околиці сіл Ганнопіль і Глинники впадає в річку Жариху, ліву притоку Корчика.